# Adamowo (powiat olsztyński)
Adamowo (niem. Adamshof) – wieś w Polsce, położona w województwie warmińsko-mazurskim, w powiecie olsztyńskim, w gminie Biskupiec.

## Nazwa
17 października 1949 r. ustalono urzędową polską nazwę miejscowości – Adamowo, określając drugi przypadek jako Adamowa, a przymiotnik – adamowski.

## Historia
W latach 1975–1998 miejscowość należała administracyjnie do województwa olsztyńskiego.